# 괴팅겐 선언
괴팅겐 선언(Göttingen Manifesto)은 1957년 4월 괴팅겐대학의 막스 프랑크연구소에서 서독의 지도적 원자과학자 18명이 원자폭탄의 제조·실험·사용에 대하여 협력을 거부하겠다고 발표한 선언이다. 이 선언의 서명자 중에는 서독의 노벨상 수상자 4명(오토 한, 막스 보른, 베르너 하이젠베르크, 막스 폰 라우에)이 포함되어 있었다.

## 같이 보기
- 괴팅겐 18인